# Ølby Lyng
 "Ølby" omdirigeres hertil. For andre betydninger af Ølby, se Ølby (flertydig).
Ølby Lyng er bydel i Køge på Østsjælland.
Ølby Lyng ligger i Højelse Sogn, Køge Kommune, i den midterste del af Køge Bugt, og udgøres af villakvarterer, almene boliger i tæt-lav bebyggelse samt kolonihaveforeninger. Området er forbundet af stisystemer og huser en del butikker i form af dagligvarer, megashops og genbrug. Nord for Ølby Station overfor Køge Svømmeland ligger den lille moderne Ølby Kirke bygget i 1997. Ølby Lyng hører til Region Sjælland.
Et par kilometer mod vest på den anden side af Køge Bugt Motorvejen ligger Ølby Landsby.